# 雄倉幸昭
雄倉 幸昭（おぐら ゆきあき、1935年5月13日 - ）は、日本の土木工学・衛生工学者。工学博士（京都大学）。大阪工業大学名誉教授・短期大学部元学部長、元應援團顧問。
専門は、土木環境システム工学・衛生工学、水理学・環境科学。

## 略歴
1958年京都大学工学部土木工学科卒業。同大学土木工学科助手などを経て、新日本技術コンサルタント（現：ニュージェック）にて土木環境システムの研究に従事。1975年京都大学大学院にて工学博士（指導教授：京都大学衛生工学科初代教授を務めた岩井重久）。1978年大阪工業大学工学部土木工学科教授。その後、同大学短期大学部元学部長および應援團顧問も務め、2006年大阪工業大学名誉教授。のちに、同大学短大大宮会名誉顧問に就任。
大阪工業大学工学部土木工学科にて25年以上の長きに渡り教鞭を執り、特に土木環境システム工学・衛生工学の研究育成に貢献した。
主な所属学会は、土木学会、日本水環境学会、日本水道協会など。

## 主な研究
- 浄水場計画の分析
- 淀川の評価に関する研究
- 水質源・環境の文化的施策
- 水源水貭悪化における水処理対策に関する研究
- マルコフ連鎖による水量制御性[5]